# Coussarea machadoana
Coussarea machadoana är en måreväxtart som beskrevs av Paul Carpenter Standley. Coussarea machadoana ingår i släktet Coussarea och familjen måreväxter. Inga underarter finns listade i Catalogue of Life.